# ルイス・カルロス・マシャド・マタ
ルイス・カルロス・マシャド・マタ（Luís Carlos Machado Mata 、1997年7月6日 - ）は、ポルトガル・ポルト出身のプロサッカー選手。MKSポゴニ・シュチェチン所属。ポジションは、ディフェンダー。

## クラブ歴
2016年8月7日、アヴェス戦でプロデビューを果たした。